# Андел (лунный кратер)
Кратер Андел (лат. Anděl) — ударный кратер в гористой экваториальной области на видимой стороне Луны. Название дано в честь чехословацкого астронома и селенографа Карела Андела (1884 − 1947) и утверждено Международным астрономическим союзом в 1935 г.

## Описание кратера

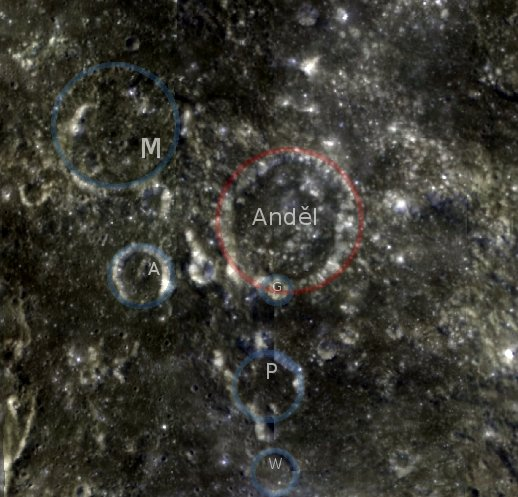
Снимок зонда Clementine.

Ближайшими соседями кратера являются кратеры Ричи и Аль-Баттани на западе; кратер Тейлор на северо-западе; кратер Декарт на западе-юго-западе и кратер Абу-ль-Фида на юго-юго-западе.
Селенографические координаты центра кратера 10°25′ ю. ш. 12°23′ в. д. / 10,41° ю. ш. 12,38° в. д., диаметр 32,93 км, глубина 1,35 км.
Вал кратера имеет полигональную форму, значительно поврежден последующими импактами. В южной части вал кратера практически полностью разрушен и перекрыт сателлитным кратером Андел G. Высота вала над окружающей местностью составляет 970 м, объём кратера приблизительно 880 км³.
Дно чаши кратера сравнительно ровное, за исключением юго-восточной части. Центральный пик отсутствует.

## Сателлитные кратеры

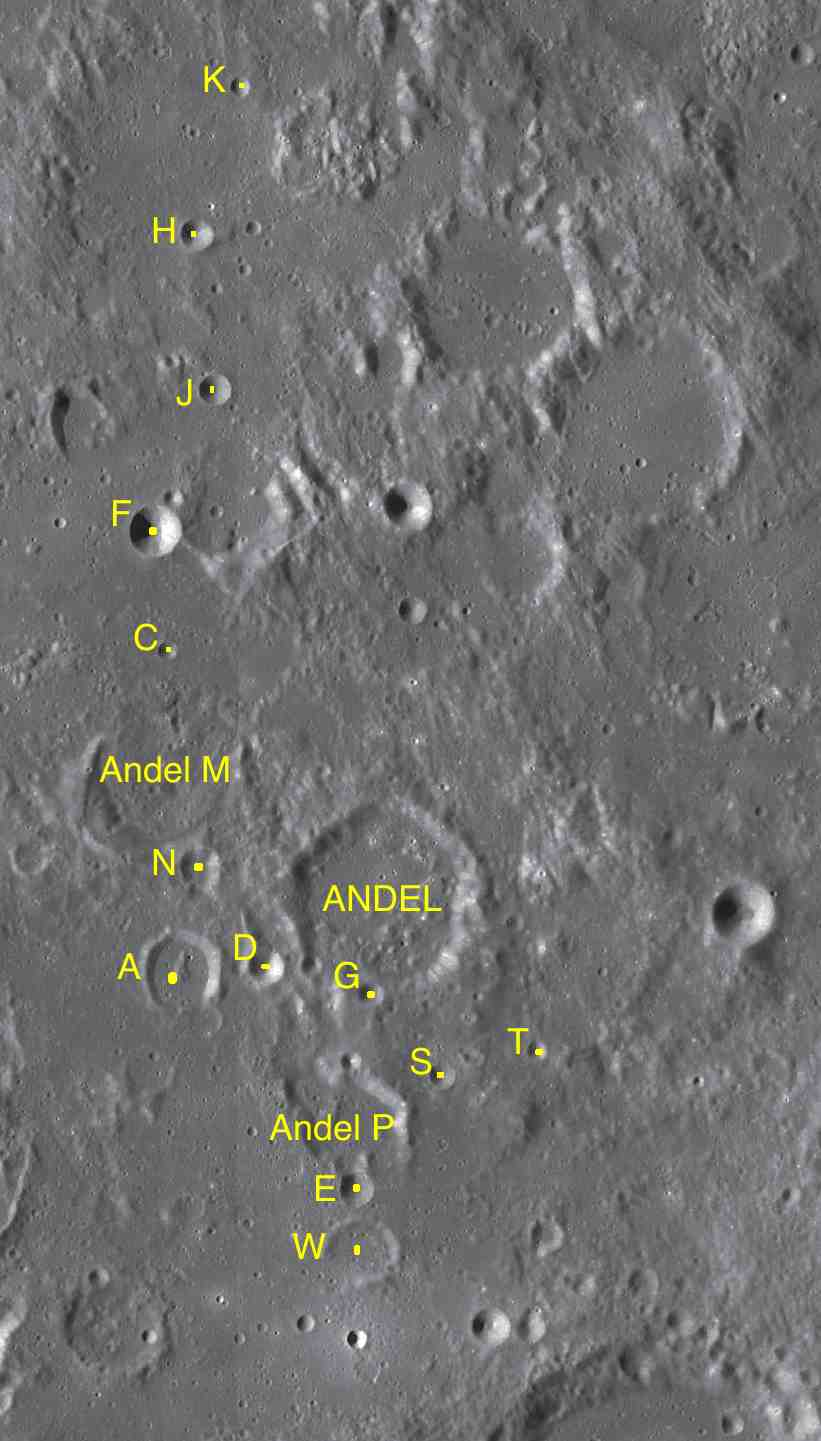
Фрагмент карты LAC-78.

| Андел | Координаты                                            | Диаметр, км |
| ----- | ----------------------------------------------------- | ----------- |
| A     | 10°49′ ю. ш. 11°14′ в. д. / 10,81° ю. ш. 11,24° в. д. | 13,4        |
| C     | 9°01′ ю. ш. 11°09′ в. д. / 9,01° ю. ш. 11,15° в. д.   | 3,0         |
| D     | 10°47′ ю. ш. 11°43′ в. д. / 10,79° ю. ш. 11,71° в. д. | 6,0         |
| E     | 12°01′ ю. ш. 12°13′ в. д. / 12,02° ю. ш. 12,22° в. д. | 5,7         |
| F     | 8°20′ ю. ш. 11°05′ в. д. / 8,34° ю. ш. 11,08° в. д.   | 9,2         |
| G     | 10°56′ ю. ш. 12°19′ в. д. / 10,94° ю. ш. 12,31° в. д. | 4,1         |
| H     | 6°40′ ю. ш. 11°19′ в. д. / 6,67° ю. ш. 11,31° в. д.   | 5,3         |
| J     | 7°32′ ю. ш. 11°25′ в. д. / 7,54° ю. ш. 11,41° в. д.   | 5,5         |
| K     | 5°50′ ю. ш. 11°34′ в. д. / 5,83° ю. ш. 11,56° в. д.   | 3,7         |
| M     | 9°45′ ю. ш. 11°07′ в. д. / 9,75° ю. ш. 11,12° в. д.   | 26,5        |
| N     | 10°14′ ю. ш. 11°20′ в. д. / 10,24° ю. ш. 11,34° в. д. | 8,5         |
| P     | 11°39′ ю. ш. 12°12′ в. д. / 11,65° ю. ш. 12,2° в. д.  | 17,6        |
| S     | 11°24′ ю. ш. 12°42′ в. д. / 11,4° ю. ш. 12,7° в. д.   | 4,5         |
| T     | 11°15′ ю. ш. 13°14′ в. д. / 11,25° ю. ш. 13,24° в. д. | 3,4         |
| W     | 12°22′ ю. ш. 12°16′ в. д. / 12,36° ю. ш. 12,26° в. д. | 11,2        |

## Места посадки космических аппаратов
Приблизительно в 85 км на востоке-северо-востоке от внешнего склона вала кратера 27 апреля 1972 г. совершил посадку лунный модуль «Орион» Аполлона-16.